# Rakičan
Rakičan este o localitate din comuna Murska Sobota, Slovenia, cu o populație de 1.523 de locuitori.